# غابريلا ويست
غابريلا ويست (بالإنجليزية: Gabby West)‏ هي ممثلة أمريكية، ولدت في 5 مارس 1985 بلوس أنجلوس في الولايات المتحدة.

## أعمال

### أفلام
- (2010) سو ثري دي[6][7]

## وصلات خارجية
- غابريلا ويست على موقع IMDb (الإنجليزية)
- غابريلا ويست على موقع ألو سيني (الفرنسية)
- غابريلا ويست على موقع قاعدة بيانات الأفلام السويدية (السويدية)
- غابريلا ويست على موقع قاعدة بيانات الفيلم (الإنجليزية)
- غابريلا ويست على موقع كينوبويسك (الروسية)